# Corbonod
Corbonod és un municipi francès situat al departament de l'Ain i a la regió d'Alvèrnia-Roine-Alps. L'any 2007 tenia 1.105 habitants.

## Demografia

### Població
El 2007 la població de fet de Corbonod era de 1.105 persones. Hi havia 380 famílies de les quals 96 eren unipersonals (36 homes vivint sols i 60 dones vivint soles), 136 parelles sense fills, 140 parelles amb fills i 8 famílies monoparentals amb fills.
La població ha evolucionat segons el següent gràfic:
Habitants censats

### Habitatges
El 2007 hi havia 591 habitatges, 394 eren l'habitatge principal de la família, 134 eren segones residències i 63 estaven desocupats. 513 eren cases i 73 eren apartaments. Dels 394 habitatges principals, 324 estaven ocupats pels seus propietaris, 51 estaven llogats i ocupats pels llogaters i 19 estaven cedits a títol gratuït; 4 tenien una cambra, 25 en tenien dues, 65 en tenien tres, 110 en tenien quatre i 190 en tenien cinc o més. 358 habitatges disposaven pel capbaix d'una plaça de pàrquing. A 149 habitatges hi havia un automòbil i a 221 n'hi havia dos o més.

### Piràmide de població
La piràmide de població per edats i sexe el 2009 era:
| Homes | Edats   | Dones |
| ----- | ------- | ----- |
| 0     | 95 o +  | 4     |
| 4     | 90 a 94 | 28    |
| 8     | 85 a 89 | 8     |
| 4     | 80 a 84 | 4     |
| 36    | 75 a 79 | 40    |
| 20    | 70 a 74 | 48    |
| 16    | 65 a 69 | 24    |
| 20    | 60 a 64 | 20    |
| 20    | 55 a 59 | 20    |
| 32    | 50 a 54 | 36    |
| 24    | 45 a 49 | 44    |
| 56    | 40 a 44 | 28    |
| 36    | 35 a 39 | 32    |
| 12    | 30 a 34 | 20    |
| 36    | 25 a 29 | 28    |
| 8     | 20 a 24 | 20    |
| 16    | 15 a 19 | 20    |
| 24    | 10 a 14 | 44    |
| 16    | 5 a 9   | 28    |
| 20    | 0 a 4   | 16    |

## Economia
El 2007 la població en edat de treballar era de 664 persones, 438 eren actives i 226 eren inactives. De les 438 persones actives 411 estaven ocupades (224 homes i 187 dones) i 27 estaven aturades (10 homes i 17 dones). De les 226 persones inactives 50 estaven jubilades, 46 estaven estudiant i 130 estaven classificades com a «altres inactius».

### Ingressos
El 2009 a Corbonod hi havia 409 unitats fiscals que integraven 1.014 persones, la mediana anual d'ingressos fiscals per persona era de 19.663 €.

### Activitats econòmiques
Dels 35 establiments que hi havia el 2007, 1 era d'una empresa extractiva, 2 d'empreses alimentàries, 6 d'empreses de fabricació d'altres productes industrials, 10 d'empreses de construcció, 3 d'empreses de comerç i reparació d'automòbils, 2 d'empreses de transport, 2 d'empreses d'hostatgeria i restauració, 2 d'empreses immobiliàries, 4 d'empreses de serveis, 1 d'una entitat de l'administració pública i 2 d'empreses classificades com a «altres activitats de serveis».
Dels 15 establiments de servei als particulars que hi havia el 2009, 1 era un taller de reparació d'automòbils i de material agrícola, 3 paletes, 2 guixaires pintors, 3 fusteries, 1 lampisteria, 2 electricistes, 1 restaurant i 2 agències immobiliàries.
L'únic establiment comercial que hi havia el 2009 era una botiga de menys de 120 m².
L'any 2000 a Corbonod hi havia 29 explotacions agrícoles que ocupaven un total de 595 hectàrees.

## Equipaments sanitaris i escolars
El 2009 hi havia una escola elemental.

## Poblacions més properes
El següent diagrama mostra les poblacions més properes.